# 1817 en Lorraine
Chronologie de la Lorraine
- 1813
- 1814
- 1815
- 1816
- 1817
- 1818
- 1819
- 1820
- 1821

Cette page est une liste d'événements qui se sont produits durant l'année 1817 en Lorraine.

## Éléments de contexte
- 1816 et les premiers mois de 1817 sont marqués par la disette[1]. La famine est liée à la mauvaise récolte en 1815-1816 et est aggravée par la venue d'immigrés venus des départements rhénans récupérés par la Prusse[2].

## Événements
- M. Vonèche rachète la verrerie de Baccarat et la fait évoluer en cristallerie[3].

- 5 octobre : après la dispersion de la communauté en 1792, lors de la Révolution Française, les Sœurs de la Visitation de Fribourg (en Suisse) rétablissent le couvent de Metz, rue Four du Cloître[4].

### Presse écrite
- Le Journal, feuille d'annonces et avis du département de la Meurthe change de nom et devient le Journal, affiches, annonces et avis divers du département de la Meurthe[5].
- Fin de la parution du bi-hebdomadaire Feuille d'affiches, d'annonces et avis divers de la ville de Nancy[6] .

## Naissances

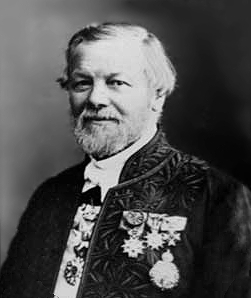
Achille Delesse

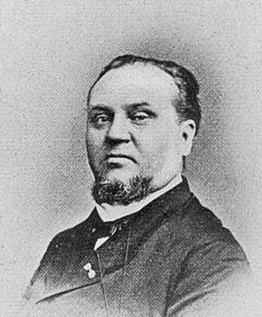
Portrait de Paul Vidart

- À Sarrebourg : Victor Bernard, mort à Paris (10e arrondissement) le 14 décembre 1899[7], sculpteur français.
- 17 janvier à Arches : Jean-Baptiste Sébastien Krantz[8], ingénieur et homme politique français.
- 30 janvier à Eschviller : Adolphe Yvon, mort le 11 septembre 1893 à Paris[9] peintre français.
- 3 février à Metz : Achille Ernest Oscar Joseph Delesse, mort à Paris le 24 mars 1881, géologue et minéralogiste français.
- 5 février à Dieuze : Victor-Charles-Maurice de Foblant (décédé le 13 janvier 1892 à Nancy), est un militaire et homme politique français.
- 17 mars à Saint-Quirin : Paul Chevandier de Valdrome[10], mort le 2 septembre 1877 à Hautot-sur-Mer[11], peintre paysagiste français qui mène une carrière discrète durant le XIXe siècle, dans l’ombre de ses amis renommés tels Théodore Chassériau, Prosper Marilhat ou Louis-Nicolas Cabat.
- 19 mars à Nancy : Paul Vidart, mort le 26 décembre 1873 à Genève[12],  médecin français, connu pour être le fondateur de la station thermale de Divonne-les-Bains dans les années 1845-1850. Il est également l'auteur de plusieurs publications médicales en particulier au sujet d'hydrothérapie. Il est inhumé au cimetière des Rois de Genève.
- 4 avril :
  - à Nancy : François Jean Achille Henrion-Bertier dit Jean-François Henrion-Bertier[13],  mort à Neuilly-sur-Seine le 3 mars 1901, officier général français, maire de Neuilly-sur-Seine de 1888 à 1901.
  - à Uriménil : Jean Joseph Bégel, mort le 23 avril 1884 à New Bedford aux États-Unis, prêtre français, fondateur de la Congrégation des sœurs de l' Humilité de Marie. Il meurt à New Bedford dans le Massachusetts (États-Unis) le 23 avril 1884.
- 27 avril à Metz : Joseph Bettannier, mort après 1877, dessinateur et lithographe français.
- 4 juin à Forbach : Édouard Lacretelle, peintre français mort le 3 mai 1900 dans le 16e arrondissement de Paris[14].
- 11 juillet à Darney : Nicolas Basile Bailly, mort à Bains-les-Bains le 21 juillet 1907, docteur en médecine, inspecteur des Eaux, maire de Bains-les-Bains et conseiller général des Vosges.
- 20 juillet  à Épinal : Alphonse Cerfberr de Medelsheim, décédé le 16 décembre 1883 à Paris, haut fonctionnaire, journaliste et écrivain français.
- 24 juillet à Metz : Charles Joseph du Pasquier de Dommartin, décédé le 20 mai 1871, député français. Sous le Second Empire, il fut député des Vosges[15].
- 30 juillet à Metz : Charles-André Malardot[16], décédé à Neuilly-sur-Marne le 31 octobre 1879[17], peintre et graveur français.
- 11 août à Metz : Auguste Prost, archéologue, historien du pays messin et érudit français mort à Paris le 14 juillet 1896[18].
- 26 août  à Metz : Anne-Eugénie Milleret de Brou, ou sainte Marie-Eugénie de Jésus en religion, morte le 10 mars 1898 à Paris, religieuse catholique française, fondatrice de la congrégation apostolique des religieuses de l'Assomption. Béatifiée en 1975 par le pape Paul VI, elle est canonisée par le pape Benoît XVI en 2007. Elle est fêtée le 10 mars, jour de sa mort, c’est-à-dire de sa naissance au ciel (Dies natalis).
- 8 septembre à Thionville : Claude-Martin Lecomte, tué le 18 mars 1871 à Montmartre, militaire français. C’est l’un des premiers morts de la Commune de Paris.
- 20 octobre à Nancy : Adèle Ferrand, peintre et dessinatrice française [19] et morte le 1er avril 1848 sur l'île de La Réunion, dans le sud-ouest de l'océan Indien.

## Décès

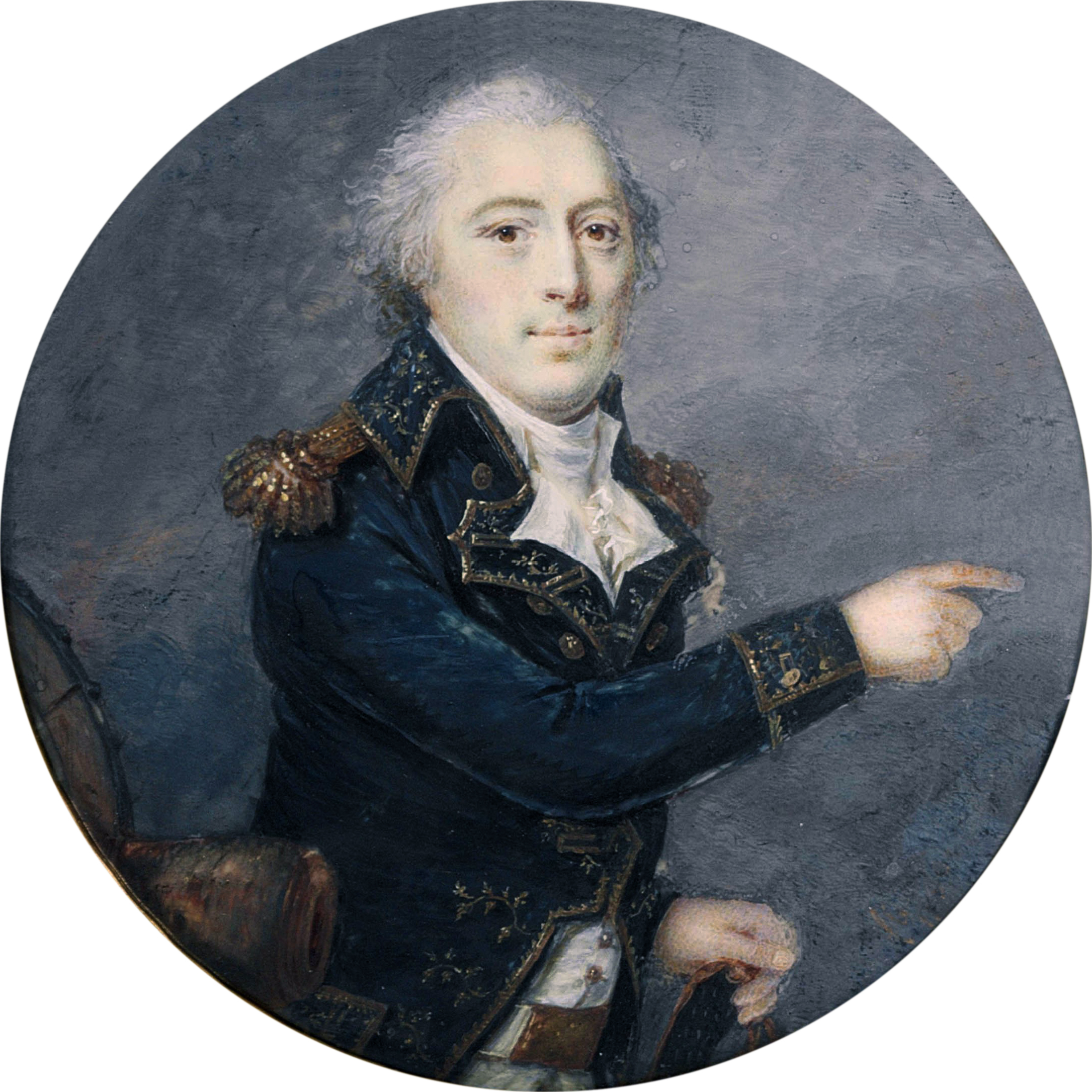
Pierre Thouvenot par Antoine-Claude Fleury

- 8 avril : Guy Louis Henri de Valory, ou de Valori, né le 20 mars 1757 à Toul (Meurthe-et-Moselle),  général français de la Révolution et de l’Empire.
- 21 juillet : Pierre Thouvenot, né le 9 mars 1757 à Toul (Meurthe-et-Moselle), général français de la Révolution et de l’Empire.
- 4 septembre à Commercy (Meuse) : Jean-Louis Vivenot, homme politique français né le 21 septembre 1767 à Saint-Aubin-sur-Aire (Meuse).
- 17 octobre à Metz : Pierre Winter, né le 13 novembre 1759 à Wesel (Prusse),  militaire français de la Révolution et de l’Empire.
- 29 octobre à Saint-Mihiel : Dominique Christophe Bazoche, homme politique français né le 26 février 1757 à Saint-Mihiel (Meuse).
- 6 novembre à Bar-le-Duc (Meuse) : Joseph Desaux, homme politique français né le 27 avril 1761 à Rembercourt-Sommaisne (Meuse).
- 28 novembre à Saint-Nicolas-de-Port : Florentin Ficatier, général français de la Révolution et de l'Empire, né le 9 février 1765 à Bar-le-Duc dans la Meuse.